# EXIT TUNESボカロコンピシリーズ
EXIT TUNESボカロコンピシリーズ（エグジット・チューンズ ボカロコンピシリーズ）は、エグジットチューンズ（EXIT TUNES）が2009年から展開している、初音ミクをはじめとする音声合成技術VOCALOIDの歌声を用いた楽曲を集めたコンピレーション・アルバムのシリーズである。販売は全てエグジットチューンズの親会社のポニーキャニオンが行う。

## 概要
2009年3月4日に第1作として、インターネットの動画投稿サイトで発表され人気を集めていた初音ミクを用いた楽曲を集めたメジャー流通初のコンピレーションアルバム『EXIT TUNES PRESENTS Vocarhythm feat.初音ミク』を発売、その後も後続となるアルバムを頻繁にリリースし、シリーズとしてのブランド性を確立した。アルバムのタイトルは全て「EXIT TUNES PRESENTS Voca○○○ feat.×××」、特に第1作以外は「EXIT TUNES PRESENTS Vocalo○○ feat.×××」といった形となっている。「feat.初音ミク」といったように初音ミクの名前がつけられているが、第1作以外は初音ミク以外のVOCALOIDの楽曲も収録されている。収録する曲が動画サイトで無料で聴くことができることもあり、収録する音源の音質に特にこだわっているという。

## 沿革
本シリーズが生まれたのは、クエイク（エグジットチューンズの当時の社名）が2008年に発売した初音みうのアルバム『乙女ダンス type : 01』がきっかけとなっている。当時初音みうは、名前や身長と体重などが初音ミクと似ていることで話題となっており、アルバム発売に際しては初音ミク発売元のクリプトン・フューチャー・メディア（クリプトン）の了解をとっている。その際に、VOCALOIDのコンピレーションアルバムの企画も提案し、クリプトンの快諾を得られたことから、本シリーズのアルバムが発売される運びとなった。当時クエイクは、それまで主力としていた洋楽の販売不振から新しい事業を模索している時期でもあった。当時はメジャー流通のVOCALOIDによるコンピレーションアルバムはまだ無く、そもそもVOCALOIDのCDが正式に許諾を得られるものなのかすら明らかでない時代であり、動画サイトで曲を発表しているクリエイターたちとのやり取りも手探りだったという。動画サイトで無料で聴ける曲を収録するため、商業面での懸念の声もあったが、クエイクはこれ以前から洋楽でコンピレーション制作の実績があったことや、クリプトンの協力を得られたことから、よい作品を作る自信はあったという。初音ミク、VOCALOIDの人気を受け、クエイクの他にも多くのレーベルがCD化の企画を行うようになるが、安易に音源の提供を受けただけの一過性の企画に終わるものもある中、本作は成功しシリーズを重ねることとなる。
2010年には、『EXIT TUNES PRESENTS Vocalogenesis feat.初音ミク』でオリコン週間ランキングで初の1位を獲得している。これは、1位の販売枚数の最低記録を更新するという状況による結果でもあったが、VOCALOIDのファンたちを沸かせるとともに、音楽業界関係者たちを驚かせた。VOCALOIDを用いた曲を集めたコンピレーショアルバムとしてのみならず、音声合成ソフトのボーカル曲での史上初めてのオリコンチャート1位であり、プロモーター達が仮想の歌手による歌だと知らずにライブツアーの情報を収集しようとレコード会社に問い合わせるといった事態も発生したという。発売元のクエイクも、この1位獲得で自信を深め、これを機に体制を刷新し、商号をクエイク株式会社から、レーベル名のEXIT TUNESにあわせたエグジットチューンズ株式会社へ変更、その後の経営の方向性を決定付けることになる。なお、オリコンチャートでは2011年発売の『EXIT TUNES PRESENTS Vocalonexus feat.初音ミク』でも首位を獲得している。
2009年から毎年発売されていたが2019年発売の『EXIT TUNES PRESENTS Vocalostream feat.初音ミク』を最後にシリーズを終えたかのように思われた。しかし2021年12月15日に2年ぶりとなるアルバム『EXIT TUNES PRESENTS Vocalodelight feat.初音ミク』が発売された。なお発売元がエグジットチューンズ株式会社からポニーキャニオン株式会社に変化している。

## シリーズ作品
| #                                                    | タイトル                                               | 発売日                                               | 規格品番                                             | 最高順位                                             | ジャケットイラスト                                   |
| クエイク株式会社のEXIT TUNESレーベルとしての発売作品 | クエイク株式会社のEXIT TUNESレーベルとしての発売作品   | クエイク株式会社のEXIT TUNESレーベルとしての発売作品 | クエイク株式会社のEXIT TUNESレーベルとしての発売作品 | クエイク株式会社のEXIT TUNESレーベルとしての発売作品 | クエイク株式会社のEXIT TUNESレーベルとしての発売作品 |
| ---------------------------------------------------- | ------------------------------------------------------ | ---------------------------------------------------- | ---------------------------------------------------- | ---------------------------------------------------- | ---------------------------------------------------- |
| 1                                                    | EXIT TUNES PRESENTS Vocarhythm feat.初音ミク           | 2009年3月4日                                         | QWCE-00075                                           | 14位                                                 | しめ子                                               |
| 2                                                    | EXIT TUNES PRESENTS Vocalostar feat.初音ミク           | 2009年6月17日                                        | QWCE-00110                                           | 10位                                                 | 三輪士郎                                             |
| 3                                                    | EXIT TUNES PRESENTS Vocalolegend feat.初音ミク         | 2010年1月20日                                        | QWCE-00148                                           | 8位                                                  | なぎみそ                                             |
| 4                                                    | EXIT TUNES PRESENTS Vocalogenesis feat.初音ミク        | 2010年5月19日                                        | QWCE-00161                                           | 1位                                                  | 三輪士郎                                             |
| 5                                                    | EXIT TUNES PRESENTS Vocaloanthems feat.初音ミク        | 2010年9月15日                                        | QWCE-00178                                           | 5位                                                  | redjuice                                             |
| 6                                                    | EXIT TUNES PRESENTS Vocalonexus feat.初音ミク          | 2011年1月19日                                        | QWCE-00185                                           | 1位                                                  | 左                                                   |
| 7                                                    | EXIT TUNES PRESENTS Vocalonation feat.初音ミク         | 2011年7月6日                                         | QWCE-00192                                           | 6位                                                  | 左                                                   |
| エグジットチューンズ株式会社としての発売作品         |                                                        |                                                      |                                                      |                                                      |                                                      |
| 8                                                    | EXIT TUNES PRESENTS Vocalocluster feat.初音ミク        | 2011年10月19日                                       | QWCE-00206                                           | 4位                                                  | かんざきひろ                                         |
| 9                                                    | EXIT TUNES PRESENTS Vocalodream feat.初音ミク          | 2012年1月18日                                        | QWCE-00215                                           | 5位                                                  | 左                                                   |
| 10                                                   | EXIT TUNES PRESENTS Vocaloconnection feat.初音ミク     | 2012年8月1日                                         | QWCE-00236                                           | 5位                                                  | 左                                                   |
| 11                                                   | EXIT TUNES PRESENTS Vocalosensation feat.初音ミク      | 2013年2月20日                                        | QWCE-00261                                           | 5位                                                  | 左                                                   |
| 12                                                   | EXIT TUNES PRESENTS Vocalofuture feat.初音ミク         | 2013年11月6日                                        | QWCE-00310                                           | 7位                                                  | 左                                                   |
| 13                                                   | EXIT TUNES PRESENTS Vocalospace feat.初音ミク          | 2014年9月3日                                         | QWCE-00383/QWCE-00366                                | 17位                                                 | 三輪士郎                                             |
| 14                                                   | EXIT TUNES PRESENTS Vocalofantasy feat.初音ミク        | 2015年3月4日                                         | QWCE-00436                                           | 42位                                                 | 左                                                   |
| 15                                                   | EXIT TUNES PRESENTS Vocalocreation feat.初音ミク       | 2016年9月21日                                        | QWCE-00600                                           | 30位                                                 | Nidy-2D-                                             |
| 16                                                   | EXIT TUNES PRESENTS Vocalohistory feat.初音ミク        | 2017年3月15日                                        | QWCE-00627 (4CD)                                     | 14位                                                 | V.A.                                                 |
| 17                                                   | EXIT TUNES PRESENTS Vocaloseasons feat.初音ミク Autumn | 2017年10月4日                                        | QWCE-00651                                           | 93位                                                 |                                                      |
| 18                                                   | EXIT TUNES PRESENTS Vocaloseasons feat.初音ミク Winter | 2018年1月17日                                        | QWCE-00652                                           | 105位                                                |                                                      |
| 19                                                   | EXIT TUNES PRESENTS Vocaloseasons feat.初音ミク Spring | 2018年4月4日                                         | QWCE-00653                                           | 138位                                                |                                                      |
| 20                                                   | EXIT TUNES PRESENTS Vocaloseasons feat.初音ミク Summer | 2018年7月18日                                        | QWCE-00654                                           | 86位                                                 |                                                      |
| 21                                                   | EXIT TUNES PRESENTS Vocalostream feat.初音ミク         | 2019年3月20日                                        | QWCE-00730                                           | 37位                                                 | LAM                                                  |
| ポニーキャニオン株式会社としての発売作品             |                                                        |                                                      |                                                      |                                                      |                                                      |
| 22                                                   | EXIT TUNES PRESENTS Vocalodelight feat.初音ミク        | 2021年12月15日                                       | PCGC-02110                                           | 39位                                                 | CHRIS                                                |

## 登場キャラクター
○は参加、-は不参加、△は参加しているものの、正式ではないもの。
| #  | 初音ミク | 鏡音リン ・レン | 巡音ルカ | MEIKO | KAITO | がくっぽいど (神威がくぽ) | Megpoid (GUMI) | IA | MAYU | Lily | 重音テト (UTAU) | flower |
| -- | -------- | --------------- | -------- | ----- | ----- | ------------------------- | -------------- | -- | ---- | ---- | --------------- | ------ |
| 1  | ○        | -               | -        | -     | -     | -                         | -              | -  | -    | -    | -               | -      |
| 2  | ○        | ○               | ○        | ○     | ○     | -                         | -              | -  | -    | -    | -               | -      |
| 3  | ○        | ○               | ○        | -     | -     | -                         | -              | -  | -    | -    | -               |        |
| 4  | ○        | ○               | ○        | ○     | ○     | △                         | -              | -  | -    | -    | -               | -      |
| 5  | ○        | ○               | ○        | ○     | ○     | -                         | -              | -  | -    | -    | ○               | -      |
| 6  | ○        | ○               | ○        | ○     | ○     | ○                         | ○              | -  | -    | -    | -               | -      |
| 7  | ○        | ○               | ○        | ○     | ○     | ○                         | ○              | -  | -    | -    | -               | -      |
| 8  | ○        | ○               | ○        | ○     | ○     | ○                         | ○              | -  | -    | -    | -               | -      |
| 9  | ○        | ○               | ○        | ○     | ○     | ○                         | ○              | -  | -    | -    | -               | -      |
| 10 | ○        | ○               | ○        | ○     | ○     | ○                         | ○              | ○  | -    | -    | -               | -      |
| 11 | ○        | ○               | ○        | ○     | ○     | ○                         | ○              | ○  | ○    | ○    | -               | -      |
| 12 | ○        | ○               | ○        | ○     | ○     | ○                         | ○              | ○  | ○    | -    | -               | -      |
| 13 | ○        | ○               | ○        | ○     | ○     | ○                         | ○              | ○  | ○    | -    | -               | -      |
| 14 | ○        | ○               | ○        | ○     | ○     | ○                         | ○              | ○  | ○    | -    | -               | -      |
| 15 | ○        | ○               | ○        | ○     | ○     | ○                         | ○              | ○  | ○    | -    | -               | -      |
| 16 | ○        | -               | -        | -     | -     | -                         | -              | -  | -    | -    | -               | -      |
| 17 | ○        | ○               | ○        | ○     | ○     | -                         | -              | ○  | -    | -    | -               | -      |
| 18 | ○        | ○               | ○        | ○     | ○     | ○                         | ○              | ○  | ○    | -    | -               | -      |
| 19 | ○        | ○               | ○        | ○     | ○     | ○                         | ○              | ○  | ○    | -    | -               | -      |
| 20 | ○        | ○               | ○        | ○     | ○     | ○                         | ○              | ○  | ○    | -    | -               | -      |
| 21 | ○        | ○               | ○        | ○     | ○     | ○                         | ○              | ○  | ○    | ○    | -               | ○      |
| 22 | ○        | ○               | ○        | ○     | ○     | ○                         | ○              | ○  | -    | -    | -               | ○      |

## 参加クリエイター
ここではメジャーデビューしているクリエイターのみ記述する。デビュー予定のクリエイターも含む。
| - cosMo@暴走P（EXIT TUNES） - OSTER project（MOER→5pb.→dmARTS） - livetune（ビクターエンタテインメント→トイズファクトリー） - doriko（MOER→5pb.→dmARTS→ビーイング） - azuma（EXIT TUNES） - デッドボールP（EXIT TUNES） - baker（ビクターエンタテインメント） - minato（MOER→ビーイング） - トラボルタ（EXIT TUNES） - WhiteFlame（ティー ワイ エンタテインメント→HPQ） - ラマーズP（EXIT TUNES） - ゆうゆ（日本クラウン） - Dios/シグナルP(荒井洋明)（EXIT TUNES） - ジミーサムP（MOER→5pb.→EXIT TUNES） - mothy_悪ノP（EXIT TUNES→WARNER MUSIC JAPAN） - wowaka（BALLOOM） - うたたP（EXIT TUNES） - ハチ(米津玄師)（ユニバーサルミュージック→MASTERSIX FOUNDATION→SME Records） - otetsu（EXIT TUNES） - アゴアニキ（BALLOOM） - SCL Project（EXIT TUNES） - れれれP（NBCユニバーサル） - 蝶々P(一之瀬ユウ)（EXIT TUNES→ユニバーサルミュージック） | - Junky（dmARTS） - 164（EXIT TUNES） - 40mP（EXIT TUNES） - さつき が てんこもり（dmARTS→Subcul-rise Record） - ほぼ日P（NBCユニバーサル） - マチゲリータ（ビクターエンタテインメント） - ひとしずく×やま△（EXIT TUNES→WARNER MUSIC JAPAN） - Nem（EXIT TUNES） - halyosy（日本クラウン） - daniwellP（EXIT TUNES） - ピノキオP（EXIT TUNES） - EasyPop（dmARTS） - ゆちゃP（EXIT TUNES） - YM（EXIT TUNES） - KEI(ハヤシケイ)（NBCユニバーサル） - Neru（EXIT TUNES） - Another Infinity（EXIT TUNES） - じん（1st PLACE） - 150P（ビクターエンタテインメント） - buzzG（ビクターエンタテインメント→EXIT TUNES） - kemu（HPQ） - keeno（EXIT TUNES） |

他、多数。